# Littérature belge francophone
 (septembre 2017).
Si vous disposez d'ouvrages ou d'articles de référence ou si vous connaissez des sites web de qualité traitant du thème abordé ici, merci de compléter l'article en donnant les références utiles à sa vérifiabilité et en les liant à la section « Notes et références ».
La Belgique « actuelle » devient francophone au XVIe siècle dans les cercles aristocratiques et les sphères de pouvoir.
Le peuple non éduqué reste essentiellement dialectal néerlandais au nord, wallon et picard au sud, avec quelques nuances. La cour, bourguignonne, puis hasbourgeoise espagnole et surtout autrichienne, est francophone. Ce phénomène de francisation sera encore plus vrai durant la période française qui se termine en 1815 (cfr. histoire de Belgique) Mais il en est ainsi de toute l'Europe.
Néanmoins des tentatives de valorisation de la langue flamande et néerlandaise ont vu le jour en Belgique (cf. l'œuvre écrite de David Joris). La répression espagnole et la contre-réforme tridentine ont cependant étouffé ces désirs dans l'œuf (interdiction de la lecture de la Bible, etc.). De plus l'intelligentsia flamande avait fui sous Charles Quint et Philippe II vers le Nord essentiellement, au-delà des frontières des Pays-Bas du Sud. L'élite restée au pays était donc francophone.
La Belgique « actuelle » (du moins en ce qui concerne ses frontières) date de 1830. C'est un État francophone bâti en opposition au régime orangiste néerlandais. L'enseignement est donc essentiellement francophone également dans un souci jacobin de franciser les classes sociales supérieures puis moyennes et par là les masses populaires.
C'est à partir de la fin du XIXe siècle que la littérature belge prend véritablement son essor avec des grands noms comme : Georges Rodenbach, Émile Verhaeren, Maurice Maeterlinck. Au XXe siècle des auteurs comme Géo Norge, Marie Gevers, Thomas Owen, Jean Ray, Arthur Masson, Michel de Ghelderode, Camille Lemonnier, Georges Simenon, les surréalistes Paul Nougé, Louis Scutenaire, Irène Hamoir, ou plus récemment Suzanne Lilar, Françoise Mallet-Joris, Conrad Detrez et Amélie Nothomb montrent que la littérature belge est bien vivante. De plus, la Belgique est si l'on peut dire le pays de la bande dessinée et de grands noms comme Hergé et Jijé ont beaucoup apporté au rayonnement culturel du pays.